# Gagea villosa
Gagea villosa là một loài thực vật có hoa trong họ Liliaceae. Loài này được (M.Bieb.) Sweet miêu tả khoa học đầu tiên năm 1826.